# George Miller
George Miller (Brisbane, Queensland, 3 de marzo de 1945) es un cineasta australiano, conocido por ser el creador de la saga Mad Max. Miller es, gracias a la saga Mad Max, considerado uno de los mejores directores de acción. Además de haber dirigido acción, Miller también ha destacado en obras dramáticas como Lorenzo's Oil (nominada al Óscar a Mejor guion original), la película de fantasía The Witches of Eastwick o Happy Feet, ganadora de un Óscar a Mejor película de animación. En 2015, tras 20 años sin ninguna nominación (desde 1995 con Babe, por Mejor guion adaptado), Miller fue nominado al Óscar a Mejor director por Mad Max: Fury Road, también nominada al mismo premio por Mejor película.

## Vida privada
Miller se casó en 1985 con la actriz Sandy Gore, con quien tiene una hija. En 1995, tras divorciarse de Gore en 1992, se casó con Margaret Sixel, con quien tiene dos hijos. Desde entonces, Sixel ha trabajado en todas las películas de su marido en distintos papeles, siendo el más notable ser la editora ganadora del Óscar en 2016 por Mad Max: Fury Road.

## Filmografía
| Año  | Título                          | Director | Guionista | Productor | Notas                                 |
| ---- | ------------------------------- | -------- | --------- | --------- | ------------------------------------- |
| 1979 | Mad Max                         | Sí       | Sí        | No        |                                       |
| 1981 | Mad Max 2                       | Sí       | Sí        | No        |                                       |
| 1983 | Twilight Zone: The Movie        | Sí       | No        | No        | Segmento "Nightmare at 20,000 Feet"   |
| 1985 | Mad Max Beyond Thunderdome      | Sí       | Sí        | Sí        | Dirigida junto con George Ogilvie     |
| 1987 | The Witches of Eastwick         | Sí       | No        | No        |                                       |
| 1987 | The Year My Voice Broke         | No       | No        | Sí        |                                       |
| 1989 | Dead Calm                       | No       | No        | Sí        | También director de la segunda unidad |
| 1991 | Flirting                        | No       | No        | Sí        |                                       |
| 1992 | Lorenzo's Oil                   | Sí       | Sí        | Sí        |                                       |
| 1995 | Babe                            | No       | Sí        | Sí        |                                       |
| 1996 | Video Fool for Love             | No       | No        | Sí        | Documental                            |
| 1997 | 40,000 Years of Dreaming        | Sí       | Sí        | No        | Presentador del documental            |
| 1998 | Babe: Pig in the City           | Sí       | Sí        | Sí        |                                       |
| 2006 | Happy Feet                      | Sí       | Sí        | Sí        |                                       |
| 2011 | Happy Feet Two                  | Sí       | Sí        | Sí        |                                       |
| 2015 | Mad Max: Fury Road              | Sí       | Sí        | Sí        |                                       |
| 2022 | Three Thousand Years of Longing | Sí       | Sí        | Sí        |                                       |
| 2024 | Furiosa: A Mad Max Saga         | Sí       | Sí        | Sí        |                                       |

#### Otros créditos
| Año  | Título             | Rol                                                      |
| ---- | ------------------ | -------------------------------------------------------- |
| 1978 | In Search of Anna  | First assistant director                                 |
| 1980 | The Chain Reaction | Second unit director (uncredited) and associate producer |

## Premios
| Año   | Título                     | Premios Óscar | Premios Óscar | BAFTA        | BAFTA   | Globos de Oro | Globos de Oro |
| Año   | Título                     | Nominaciones  | Ganador       | Nominaciones | Ganador | Nominaciones  | Ganador       |
| ----- | -------------------------- | ------------- | ------------- | ------------ | ------- | ------------- | ------------- |
| 1985  | Mad Max Beyond Thunderdome |               |               |              |         | 1             |               |
| 1987  | The Witches of Eastwick    | 2             |               | 1            | 1       |               |               |
| 1992  | Lorenzo's Oil              | 2             |               |              |         | 1             |               |
| 1998  | Babe: Pig in the City      | 1             |               | 1            |         |               |               |
| 2006  | Happy Feet                 | 1             | 1             | 2            | 1       | 2             | 1             |
| 2015  | Mad Max: Fury Road         | 10            | 6             | 7            | 4       | 2             |               |
| Total | Total                      | 16            | 7             | 11           | 6       | 6             | 1             |

Premios Óscar
| Año  | Categoría                   | Trabajo nominado   | Resultado |
| ---- | --------------------------- | ------------------ | --------- |
| 1993 | Mejor guion original        | Lorenzo's Oil      | Nominado  |
| 1996 | Mejor película              | Babe               | Nominado  |
| 1996 | Mejor guion adaptado        | Babe               | Nominado  |
| 2007 | Mejor película de animación | Happy Feet         | Ganador   |
| 2016 | Mejor película              | Mad Max: Fury Road | Nominado  |
| 2016 | Mejor director              | Mad Max: Fury Road | Nominado  |

### Globos de Oro
| Año  | Categoría              | Película           | Resultado |
| ---- | ---------------------- | ------------------ | --------- |
| 2006 | Mejor película animada | Happy Feet         | Nominado  |
| 2015 | Mejor película - Drama | Mad Max: Fury Road | Nominado  |
| 2015 | Mejor director         | Mad Max: Fury Road | Nominado  |

### Premios BAFTA
| Año  | Categoría                   | Película   | Resultado |
| ---- | --------------------------- | ---------- | --------- |
| 1995 | Mejor película              | Babe       | Nominado  |
| 1995 | Mejor guion adaptado        | Babe       | Nominado  |
| 2006 | Mejor película de animación | Happy Feet | Ganador   |